# Ільясова Юмабіка Салахетдинівна
Юмабіка Салахетдинівна Ільясова (башк. Йомабикә Сәләхетдин ҡыҙы Илъясова, 1 листопада 1957, с. Ак'юлово, Хайбуллінський район, Башкирська АРСР) — башкирська поетеса, член Союзу журналістів та Союзу письменників Башкортостану та Російської Федерації. Депутат Державного Зібрання — Курултая Республіки Башкортостан IV скликання, заслужений діяч друку та масової інформації Республіки Башкортостан.

## Біографія
У 1979 році закінчила Башкирський державний університет.
У 1979—1991 рр. була кореспондентом, завідувачем відділу літератури та мистецтва газети «Йәншишмә».
У 1994—1996 рр. Юмабіка Салахетдинівна очолювала відділ літератури та мистецтв в редакції газети «Башкортостан».
У 1996—1999 рр. Ільясова працювала відповідальним секретарем журналу «Башкортостан кызы».
З 1999 року по 2013 рік — головний редактор журналу «Башкортостан кызы».
Обрана членом президії та правління Союзу жінок Республіки Башкортостан та виконкому Всесвітнього курултая башкирів.
У 2008 році обрана депутатом Державного Зібрання — Курултая Республіки Башкортостан, де є членом комітету з освіти, культури, спорту та справах молоді.

## Творчість
Перша збірка віршів башкирської поетеси Юмабіки Ільясової під назвою «Падає, падає золоте листя» («Яуа, яуа алтын япраҡтар») вийшла у світ у 1990 році. У 1993 році в видавництві «Китап» видано книгу казок «Таємнича ніч» («Серле төн»), яка присвячена дітям дошкільного віку.
В збірках віршів «Не жовтій, літо!» («Һарғайма, йәй!»), «У ракушці» («Ҡабырсаҡта») та інших Ільясова намагається урізноманітнити ритмічну будову вірша, філософськи обмірковує і намагається зрозуміти істинний смисл життя.
Автор поеми «Салават», яка вийшла у світ у збірці «Поблизу щастя» («Бәхет янында») у 2005 році.
В циклі віршів «Дорога Каніфи» («Ҡәнифә юлы»), поетеса зуміла показати значущість легендарної дороги Каніфа юли.

### Твори
- «Падає, падає золоте листя» («Яуа, яуа алтын япраҡтар», 1990)
- «Таємнича ніч» («Серле төн», 1993)
- «У ракушці» («Ҡабырсаҡта», 1998)

## Нагороди та звання
- Заслужений працівник друку і масової інформації Республіки Башкортостан.
- Заслужений працівник культури Російської Федерації.
- Почесна грамота Державного Зібрання — Курултая Республіки Башкортостан.